# Alajos Kenyery
Alajos László József Kenyery (ur. 13 maja 1894 w Budapeszcie, zm. 9 listopada 1955 w Mediolanie) – węgierski pływak z początków XX wieku, uczestnik igrzysk olimpijskich.
Jako siedemnastolatek był członkiem węgierskiej reprezentacji narodowej na V Letnich Igrzyskach Olimpijskich w Sztokholmie w 1912 roku. Wystartował w trzech konkurencjach pływackich. W pływaniu na dystansie 100 metrów stylem dowolnym Kenyery wystartował w wyścigu eliminacyjnym nr 3, gdzie z nieznanym czasem zajął miejsce 4-6 i odpadł z dalszej rywalizacji. Na dystansie 400 metrów stylem dowolnym wystartował w drugim wyścigu eliminacyjnym i z czasem 5:46,0 zajął premiowane awansem drugie miejsce. Na starcie wyścigu półfinałowego się nie pojawił. Węgier był także w składzie węgierskiej sztafety pływackiej 4 × 200 metrów stylem dowolnym, gdzie płynął na trzeciej zmianie. Ekipa węgierska zakwalifikowała się do finału z trzecim czasem, lecz na starcie wyścigu medalowego się nie pojawiła.
Od 21 kwietnia do 5 czerwca 1912 roku był rekordzistą świata na 400 metrów stylem dowolnym na długim basenie. Rekord został ustanowiony w Magdeburgu czasem 5:29,0.
Kenyery reprezentował barwy klubu MAFC Budapest.